# Carlo Florindo Semini
Carlo Florindo Semini (Russo, 16 novembre 1914 – Lugano, 10 giugno 2004) è stato un compositore e insegnante svizzero.

## Biografia

### La giovinezza in Canton Ticino
Nato a Russo, frazione del comune di Onsernone, nel distretto di Locarno, in Canton Ticino da Costantino, medico e Lucia Rossi, casalinga, cominciò a suonare il pianoforte a 4 anni.
Nel 1926 la famiglia si trasferì a Mendrisio dove il piccolo Carlo Florindo frequentò il ginnasio e diventò organista della chiesa prepositurale nonché direttore del coro dell’oratorio e della corale della città.

### Il trasferimento a Napoli
Vista la sua propensione per la musica, il padre decise di fargli proseguire gli studi e nel 1930 lo mandò al Conservatorio di San Pietro a Majella di Napoli allora diretto da Francesco Cilea. Nella città partenopea rimase fino al 1943. Sotto la direzione di Adriano Lualdi seguì i corsi di pianoforte tenuti da Paolo Denza, di composizione tenuti da Gennaro Napoli e di studi storico-musicali tenuti da Guido Pannain.
Dal 1938 insegnò al liceo musicale Cesi Marciano e alla scuola svizzera di Napoli, iniziando anche una seconda attività di commentatore per alcune testate giornalistiche elvetiche. Nello stesso periodo approfondì il canto gregoriano e ottenne la licenza per questo tipo di composizione nella scuola dell’Abbazia di Solesmes.
A Napoli intessé rapporti con numerosi intellettuali tra cui Amadeo Bordiga che salvò da un rastrellamento fascista.

### Rientro in Svizzera
Nel 1943, due giorni prima della caduta di Mussolini, Semini tornò in Svizzera intraprendendo un lungo e avventuroso viaggio. A Bellinzona, ospite di un amico, ricominiciò a comporre su testi poetici, tra gli altri, di Torquato Tasso e Umberto Saba.
Nel 1947 venne nominato ispettore per la musica nelle scuole maggiori e secondarie ticinesi: fu quindi assunto come Capo servizio alla Radio della Svizzera Italiana.
Da questo momento in poi la sua attività di compositore sarà per decenni intersecata da quella di animatore culturale: egli usò la radio per stabilire relazioni con intellettuali dell’intero continente europeo. Nel 1957 ebbe la cattedra di Storia della Musica al liceo cantonale di Lugano.
Nel 1966 fu messo a capo del Dipartimento di musica sinfonica e da camera della Radio della Svizzera Italiana, ruolo che ricoprirà fino al 1980. 
Nel 1987 fu cofondatore della Fonoteca nazionale svizzera a Lugano.
Carlo Florindo Semini morì il 10 giugno 2004 all'età di 90 anni  all’ospedale civico di Lugano: stava lavorando alla partitura cameristica Alcune vie di Lugano.

## Opere
- Due liriche su versi di Valerio Abbondio (1937)

per canto e pianoforte, testo: Valerio Abbondio
- Invocazione e danza (1940)

Vocalizzo
per coro femminile a 3 voci
- Quattro liriche su versi di T. Tasso, U. Saba, P. Patocchi (1947)

per voce e pianoforte, testo: Torquato Tasso, Umberto Saba, P. Patocchi
- Tre canzoni di Lanzi (1947)

per coro virile e percussioni
- Armonie d'ottoni (1948)

Due episodi per tromba, Tromboni e Corni
- Due impressioni di Scozia (1948)

per tromba sola
- Canto del Ticino (1950)

per coro, testo: Giuseppe Zoppi
- Momento pastorale (da un'antica melodia francese)  (1951)

per coro virile a 4 voci
- Divertimento preistorico (1952)

per quartetto di corni
- Scene ticinesi (1954)

Fantasia sinfonico-corale per coro e orchestra, testo: Carlo Florindo Semini
- Divertimento (1957)

per orchestra
- Divertimento preistorico (1957)

per pianoforte
- Astrakan (1959)

per soprano, corno e pianoforte
- Incontri (1959)

per pianoforte
- Fantasia (1960)

per organo
- Messa (1963)

per soli, coro e orchestra di fiati
- I Mercenari (1964)

Cantata drammatica
per coro, strumenti, recitante e percussioni
- Ritorno alla valle - Impressioni sinfoniche onsernonesi (1964)

per orchestra
- Tre poemi su versi di Hermann Hesse  (1967)

per voce media e sette strumenti, testo: Hermann Hesse
- Toccata (1967)

per organo
- Mosaici di Piazza Armerina (1969)

per quintetto strumentale (flauto, corno inglese, fagotto, clavicembalo, violino)
- I Mosaici di Piazza Armerina (1971)

per pianoforte e orchestra d'archi
- Invenzioni (1971)

per corno e pianoforte
- Invenzioni (1973)

per corno e organo
- Acque vive (1976)

per orchestra di flauti
- Invenzioni (1978)

per corno e orchestra
- Racconto (1980)

per coro di voci bianche, testo: Carlo Florindo Semini
- Una luce nella notte (1981)

per coro misto a 4 voci, testo: Carlo Florindo Semini
- Numera stellas (1981)

per coro di voci chiare, testo: Biblico.
- Favoletta (1981)

per coro di voci chiare, testo: Carlo Florindo Semini
- I venti (1982)

per coro misto
- Ut queant laxis (1983)

per una voce corale e pianoforte
- Divertimento corale su 3 canti trentini (1983)

a 5 voci miste
- Montes Argentum (1984)

per orchestra
- Sequenza guidonica (1984)

per pianoforte
- Lauda guidonica (1984)

per organo
- Divertimento (1985)

per flauto e ottavino
- Quattro preludi sul Natale (1985)

XVIII degli Inni Scari di A. Manzoni
Composizione scritta per incarico dell'“Ente celebrazioni manzoniane del 1985”
- Le nubi (1986)

per coro misto
- Maschera di E.K. (1986)

per oboe solo
- Coglimi dunque (1986)

per coro misto a 4 voci, testo: Sonia Bergamasco
- Sol occubuit… (1989)

per violino solo
- Simboli (1990)

per orchestra
- Rapsodia (1992)

per violoncello e pianoforte
- Frà Gerolamo (1992)

per pianoforte
- Lauda aretina (1992)

per pianoforte
- Policromie (1992)

per orchestra d’archi
- Intersilenzi (1994)

per flauto e arpa
- Angeli lauretani (1995)

per canto e organo, testo: Carlo Florindo Semini
- Numera stellas (1998)

per coro misto a 4 voci, testo biblico
- Ecclesia: In undis et hominibus (1998)

per pianoforte
- Anges de Loreto (1999)

Per coro misto e soprano: testo: Carlo Florindo Semini
- Ricercare (2000)

per pianoforte
- Ad interim (2001)

per oboe e arpa
- Contrasti (2003/04)

per quartetto di sassofoni (S, A, T, Bar)

## Onorificenze
Commendatore al merito della Repubblica Italiana
Gr. Ufficiale dell’Ordine Brasiliano di Rio Branco
Accademico Tiberino di Roma
Membro d’onore della Suisa
Premio Alosi 1993
Presidente Onorario di “Colloquia”, strumenti per la Cultura – Milano
Trofeo al Merito di Composizione “C. A. Seghizzi” – maggio 2002 – Gorizia

## Omaggi
L’8 marzo 2007 il Comune di Piazza Armerina ha deliberato di intitolare a Carlo Florindo Semini la piazzetta antistante il settecentesco Teatro comunale Garibaldi nel centro storico della città.
Il 7 giugno 2009 ha avuto luogo la cerimonia di intitolazione in occasione della quale si è tenuto un concerto con Salvatore Magazzù alla tromba; Paola Modicano, soprano; Marina Gallo, pianoforte; Sergio Zampetti, flauto; Roxane Bervini, violoncello e Maria Gloria Ferrari, pianoforte.